# Snailking
Snailking è il secondo album degli Ufomammut, prodotto nel 2004.

## Tracce
1. Blotch – 6:06
2. Hopscotch – 3:00
3. Lacrimosa – 6:50
4. Odio – 8:21
5. God – 6:15
6. Alcool – 4:08
7. Braindome – 6:08
8. Demontain – 28:06